# Al-Tamana
Al-Tamana (en árabe: التمانعة‎, transliterado también como Al-Tamanaah) es una pequeña ciudad de Siria y un subdistrito localizado en el distrito de Maarat an-Numan, en el sur de la gobernación de Idlib.
Al-Tamana se encuentra a 8 kilómetros al este de Jan Sheijun y a 16 kilómetros al noreste de Kafr Zita.